# ژائو آلوز (بازیکن فوتبال، زاده ۱۹۵۲)
ژائو آلوز (انگلیسی: João Alves؛ زادهٔ ۵ دسامبر ۱۹۵۲) بازیکن فوتبال اهل پرتغال است.
از باشگاه‌هایی که در آن بازی کرده‌است می‌توان به باشگاه فوتبال بوآویشتا، باشگاه فوتبال پاری سن-ژرمن، باشگاه فوتبال بنفیکا، و باشگاه فوتبال وارزیم اشاره کرد.
وی همچنین در تیم ملی فوتبال پرتغال بازی کرده‌است.